# Sovjetisk-japanske neutralitetspagt
Den Sovjetisk-japanske neutralitetspagt (日ソ中立条約 Nisso Chūritsu Jōyaku), også kaldet den Japansk–sovjetiske ikke-angrebspagt (日ソ不可侵条約 Nisso Fukashin Jōyaku) var en pagt mellem Sovjetunionen og kejserriget Japan, som blev underskrevet den 13. april 1941, to år efter den korte Sovjetisk-japanske grænsekonflikt.

## Baggrund og historie
Efter Frankrigs fald i 1940 og Aksemagternes efterfølgende ekspansion ønskede Sovjetunionen at forbedre sine diplomatiske forbindelser i Fjernøsten for at sikre sin østgrænse og kunne koncentrere sig om situationen i Europa. På den anden side ønskede Japan, som var fanget i en tilsyneladende endeløs krig mod Kina og et stadigt mere køligt forhold til USA at nå til en forståelse med Sovjetunionen, som ville forbedre dets diplomatiske stilling og på den anden side ønskede Japan at sikre sin nordgrænse i Manchukuo mod en mulig sovjetisk invasion.
Stalin frygtede, at et angreb på Sovjetunionen ville give Japan mulighed for at udfordre USA direkte, og søgte at fjerne en tilskyndelse hertil. Efter at have indgået ikke-angrebspagten, valgte Stalin med en aldrig tidligere set gestus, at tage afsked med Matsuoka på togstationen. Dette var et symbol på den betydning Stalin tillagde pagten. Den gav ham også mulighed for, i hele det diplomatiske korps påhør, at invitere Tyskland til forhandlinger mens han fremviste sin styrkede forhandlingsposition.
Traktaten blev underskrevet i Moskva den 13. april 1941, af udenrigsminister Yosuke Matsuoka og ambassadør Yoshitsugu Tatekawa for Japan og udenrigsminister Vjatjeslav Molotov for Sovjetunionen.
Samme dag underskrev de samme personer en deklaration vedrørende Mongoliet og Manchuriet. Sovjetunionen lovede at respektere Manchukuos territoriale integritet og mens Japan lovede noget tilsvarende for Mongoliet.
Senere i 1941 overvejede Japan, som var en af Aksemagterne, at bryde den sovjetisk-japanske neutralitetspagt, især efter at Nazityskland havde invaderet Sovjetunionen i Operation Barbarossa, men traf den afgørende beslutning af overholde traktaten og i stedet angribe USA og invadere de europæiske kolonier i Sydøstasien i stedet.
Den 5. april 1945 opsagde Sovjetunionen pagten og meddelte den japanske regering, at "i overensstemmelse med artikel tre i den ovennævnte pagt, som gav mulighed for at opsige pagten et år inden udløbet af fem-års perioden, giver den sovjetiske regering hermed til kende over den japanske regering, at den ønsker at ophæve pagten af 13. april 1941." Ordlyden af bruddet pegede i retning af at Sovjetunionen ønskede pagten fjernet straks, og Time Magazine rapporterede, at den sovjetiske udenrigskommissærs tone antydede, at Sovjetunionen måske snart ville gå i krig mod Japan.
Traktatteksten angiver imidlertid tydeligt, at den fortsat ville være i kraft indtil april 1946. Da han blev presset af den japanske ambassadør Naotake Sato bekræftede Molotov, at traktaten ville være i kraft indtil april 1946.
Lige efter midnat den 9. august 1945 invaderede Sovjetunionen Manchuriet. Krigserklæringen fulgte næsten 6 timer senere. På grund af tidsforskellen på 7 timer kunne den stadig blive dateret den 8. august 1945, da den blev afleveret i Moskva kl. 23.
Sovjetunionen holdt sit løfte til de allierede ved Jalta-konferencen om at gå ind i krigen mod Japan 2-3 måneder efter afslutningen på 2. verdenskrig i Europa, men brød samtidig ikke-angrebspagten med Japan.

## Traktaten
| Citat | NEUTRALITETSPAGT MELLEM UNIONEN AF SOCIALISTISKE SOVJET REPUBLIKKER OG JAPAN Præsidiet for Den øverste Sovjet i Unionen af socialistiske sovjetrepublikker og hans majestæt kejseren af Japan, styret af et ønske om at styrke de fredelige og venlige forbindelser mellem de to lande, har besluttet at indgå en pagt om neutralitet, til hvilket formål de har udpeget som deres repræsentanter: - Præsidiet for den øverste sovjet i Unionen af Socialistiske Sovjet Republikker - - Vjatjeslav Molotov, formand for Folkekommissærernes råd og folkekommissær for udenrigsforhold i Unionen af socialistiske sovjetrepublikker - Hans majestæt kejseren af Japan - - Yosuke Matsuoka, udenrigsminister, Jusanmin, ridder af Den hellige skats orden af første klasse og - Yoshitsugu Tatekawa, ekstraordinær ambassadør og befuldmægtiget til Unionen af socialistiske sovjetrepublikker, generalløjtnant, Jusanmin, ridder af Den opstigende sols orden af første klasse og Den gyldne glentes orden af 4. klasse, som, efter udveksling af deres fuldmagter, som blev fundet i orden, har aftalt følgende: - Artikel et: Begge kontraherende parter påtager sig at opretholde fredelige og venlige forbindelser mellem sig og udvise gensidig respekt for den anden kontrahents territoriale integritet og ukrænkelighed. - Artikel to: Skulle en af kontrahenterne blive genstand for fjendtlighed fra en eller flere 3. magter, vil den anden kontrahent forblive neutral under hele konfliktens varighed. - Artikel tre: Nærværende pagt træder i kraft på den dag den ratificeres af begge parter og forbliver i kraft i fem år. I tilfælde af at ingen af parterne opsiger aftalen et år inden udløbet, vil den automatisk blive forlænget i yderligere fem år. - Artikel fire: Nærværende pagt skal ratificeres hurtigst muligt. Ratifikationspapirerne skal udveksles i Tokyo snarest muligt. Som bekræftelse heraf har de ovennævnte repræsentanter underskrevet den nærværende pagt i to eksemplarer udformet på russisk og japansk og påført dem deres segl. Gjort i Moskva den 13. april 1941, hvilket svarer til den 13. dag i den 4. måned i det 16. år af Showa. V. Molotov; Yosuke Matsuoka; Yoshitsugu Tatekawa | Citat |
|       | |       |

## Erklæring
| Citat | DECLARATION I overensstemmelse med ånden i neutralitetspagten indgået den 13. april 1941 mellem USSR og Japan erklærer regeringerne i USSR og Japan med henblik på at sikre fredelige og venlige forbindelser mellem de to lande, højtideligt, at USSR forpligter sig til at respektere Manchukuos territoriale integritet og ukrænkelighed og Japan forpligter sig til at respektere Den mongolske Folkerepubliks territoriale integritet og ikrænkelighed. Moskva, 13. april 1941 På vegne af USSR's regering V. MOLOTOV På vegne af Japans regering YOSUKE MATSUOKA YOSHITSUGU TATEKAWA | Citat |
|       | |       |

## Opsigelse
| Citat | Sovjetunionen opsiger pagten med Japan. Den amerikanske ambassadør i Moskva meddelte i et telegram til den amerikanske udenrigsminister dateret 5. april følgende erklæring, som var modtaget fra udenrigsministeriets presseafdeling, vedrørende Sovjetunionens opsigelse af den sovjetisk-japanske neutralitetspagt: "I dag kl. 15 modtog Sovjetunionens folkekommissær for udenrigsforhold hr. V. M. Molotov den japanske ambassadør hr. N. Sato og fremlagde følgende erklæring for ham på vegne af den sovjetiske regering: 'Neutralitetspagten mellem Sovjetunionen og Japan blev indgået den 13. april 1941, d.v.s. inden det tyske angreb på Sovjetunionen og inden udbruddet af krig mellem Japan på den ene side og De forenede Stater på den anden. Siden da har situationen grundlæggende forandret sig. Tyskland har angrebet Sovjetunionen imens Japan, som er Tysklands allierede, har bistået Tyskland i krigen mod Sovjetunionen. Ydermere fører Japan krig mod USA og England, som begge er allieret med Sovjetunionen. Under disse omstændigheder har neutralitetspagten mellem Japan og Sovjetunionen mistet enhver mening, og forlængelse af denne pagt er blevet umulig. På grundlag af ovenstående og i overensstemmelse med artikel 3 i ovennævnte pagt, som forudså retten til ophævelse et år inden udgangen af pagtens fem-årige løbetid, meddeler Sovjetunionens regering hermed den japanske regering sit ønske om at ophæve pagten af 13. april 1941.' Den japanske ambassadør hr. N. Sato har lovet at underrette den japanske regering om den sovjetiske regerings erklæring." | Citat |
|       | |       |

## Krigserklæring
| Citat | Sovjetisk krigserklæring mod Japan London, 8. august 1945 - Udenrigskommissær Molotov's meddelelse om krigsklæringen som meddelt i radioen fra Moskva lyder: "Den 8. august modtog USSR's folkekommissær for udenrigsforhold Molotov den japanske ambassadør hr. Sato, og gav ham på vegne af den sovjetiske regering følgende til overbringelse til den japanske regering: 'Efter Hitler-Tysklands nederlag og kapitulation, blev Japan den eneste stormagt som stod for fortsættelsen af krigen. Kravet fra de tre magter, USA, Storbritannien og Kina den 16. juli om de japanske styrkers betingelsesløse kapitulation blev afvist af Japan, og den japanske regerings forslag til den sovjetiske regering om mægling i krigen i Fjernøsten har dermed mistet alt grundlag. I betragtning af Japans nægtelse af at kapitulere, fremsendte de allierede et forslag til den sovjetiske regering om at slutte sig til krigen mod japansk aggression og derved forkorte krigens varighed, mindske antallet af ofre og bidrage til en hurtig genoprettelse af verdensfreden. Loyal over for sine pligter som allieret har den sovjetiske regering accepteret forslaget fra de allierede og sluttet sig til de allierede magters deklaration af 26. juli. Den sovjetiske regering anser denne politik for den eneste måde at bringe freden nærmere, befri folket fra yderligere ofre og lidelser og give det japanske folk mulighed for at undgå de farer og ødelæggelser som ramte Tyskland efter dets afvisning af betingelsesløs kapitulation. Under indtryk af ovenstående erklærer den sovjetiske regering, at fra i morgen, dvs. den 9. august, vil den sovjetiske regering betragte sig i krig med Japan.' " | Citat |
|       | |       |